# Арреги, Габино
Габино Арреги (исп. Gabino Arregui; 7 ноября, по другим данным 19 февраля 1914, муниципалитет Боливар — 19 мая 1991, Ла-Плата) — аргентинский футболист, левый нападающий.

## Карьера
Габино Арреги начал играть в футбол в родном Боливаре. В 1931 году он даже выиграл в её составе Кубок Президента Нации. Также оГабино выступал за клуб «Эмплеадес де Комерсио» и команду «Спортиво Палермо». Одновременно Арреги имел и неспортивную профессию — он работал парикмахером. В 1933 году, благодаря помощи друга, который был связан с баскетбольной командой, Габино стал игроком «Химнасии и Эсгримы». Первоначально он играл за четвёртую команду клуба, однако вскоре был переведён в основной состав. 5 августа 1934 года Арреги дебютировал за основу «Химнасии» в матче с «Чакаритой Хуниорс» (3:3), где забил последний во встрече гол. Всего в первом сезоне форвард сыграл в 19 матчах и забил 7 голов. Годом позже он провёл 14 матчей, а ещё через год лишь десять.
С 1937 года Арреги стал твёрдым игроком основного состава «Эсгримы», забив в сезоне 11 голов, что поставило его на вторую строчку среди лучших бомбардиров клуба в сезоне. Столько же голов он забил и годом позже. Там Габино оставался практически незаменимым игроком левого фланга нападения, пока 14 ноября 1945 года в матче с «Росарио Сентраль» (4:2), столкнувшись с Роберто Йеброй, он не получил перелом большой берцовой и малой берцовой костей. Из-за этого Арреги долгое время не выходил на поле. Он ещё сыграл несколько матчей в 1946 году, после чего завершил карьеру. Последний матч в составе «Химнасии» форвард провёл 24 августа 1946 года с «Тальересом» (2:1). Всего за клуб он выступил в 288 матчах и забил 75 голов, по другим данным 285 матчей и 73 гола, по третьим — 287 матчей и 75 голов.

## Статистика

### Клубная
| Сезон | Клуб                          | Лига    | Чемпионат | Чемпионат |
| Сезон | Клуб                          | Лига    | Игры      | Голы      |
| ----- | ----------------------------- | ------- | --------- | --------- |
| 1934  | Химнасия и Эсгрима (Ла-Плата) | Примера | 19        | 7         |
| 1935  | Химнасия и Эсгрима (Ла-Плата) | Примера | 14        | 2         |
| 1936  | Химнасия и Эсгрима (Ла-Плата) | Примера | 10        | 0         |
| 1937  | Химнасия и Эсгрима (Ла-Плата) | Примера | 31        | 11        |
| 1938  | Химнасия и Эсгрима (Ла-Плата) | Примера | 28        | 11        |
| 1939  | Химнасия и Эсгрима (Ла-Плата) | Примера | 29        | 6         |
| 1940  | Химнасия и Эсгрима (Ла-Плата) | Примера | 32        | 6         |
| 1941  | Химнасия и Эсгрима (Ла-Плата) | Примера | 28        | 5         |
| 1942  | Химнасия и Эсгрима (Ла-Плата) | Примера | 21        | 4         |
| 1943  | Химнасия и Эсгрима (Ла-Плата) | Примера | 13        | 4         |
| 1944  | Химнасия и Эсгрима (Ла-Плата) | Сегунда | 36        | 15        |
| 1945  | Химнасия и Эсгрима (Ла-Плата) | Примера | 22        | 5         |
| 1946  | Химнасия и Эсгрима (Ла-Плата) | Сегунда | 3         | 0         |

### Международная
| Матчи Габино Арреги за сборную Аргентины | Матчи Габино Арреги за сборную Аргентины | Матчи Габино Арреги за сборную Аргентины | Матчи Габино Арреги за сборную Аргентины | Матчи Габино Арреги за сборную Аргентины | Матчи Габино Арреги за сборную Аргентины | Матчи Габино Арреги за сборную Аргентины |
| ---------------------------------------- | ---------------------------------------- | ---------------------------------------- | ---------------------------------------- | ---------------------------------------- | ---------------------------------------- | ---------------------------------------- |
| №                                        | Дата                                     | Место проведения                         | Оппонент                                 | Счёт                                     | Голы                                     | Турнир                                   |
| 1                                        | 15 августа 1940                          | Буэнос-Айрес                             | Уругвай                                  | 5:0                                      | —                                        | Кубок Хуана Миньябуру                    |
| 2                                        | 5 января 1941                            | Сантьяго                                 | Чили                                     | 2:1                                      | —                                        | Кубок президента Аргентины               |
| 3                                        | 9 января 1941                            | Сантьяго                                 | Чили                                     | 5:2                                      | 1                                        | Кубок президента Аргентины               |
| 4                                        | 19 января 1941                           | Лима                                     | Перу                                     | 1:1                                      | —                                        | Кубок Роке Саэнса Пеньи                  |
| 5                                        | 26 января 1941                           | Лима                                     | Перу                                     | 1:1                                      | —                                        | Кубок Роке Саэнса Пеньи                  |
| 6                                        | 29 января 1941                           | Лима                                     | Перу                                     | 3:0                                      | —                                        | Кубок Роке Саэнса Пеньи                  |
| 7                                        | 12 февраля 1941                          | Сантьяго                                 | Перу                                     | 2:1                                      | —                                        | Чемпионат Южной Америки                  |
| 8                                        | 16 февраля 1941                          | Сантьяго                                 | Эквадор                                  | 6:1                                      | —                                        | Чемпионат Южной Америки                  |

## Достижения
- Обладатель Кубка Хуана Миньябуру: 1940
- Обладатель Кубка президента Аргентины: 1941
- Обладатель Кубка Роке Саенса Пеньи: 1941
- Чемпион Южной Америки: 1941